# Liste der Vertriebenendenkmale in Niedersachsen (I–W)
Diese Liste der Vertriebenendenkmale in Niedersachsen (I–W) verzeichnet die Vertriebenendenkmale in Niedersachsens Städten und Gemeinden von Isernhagen bis Wunstorf.

## Liste I–W
| Bild | Ort                       | Lage | Jahr                                               | Beschreibung |
| ---- | ------------------------- | --- | -------------------------------------------------- | --- |
|      | Isernhagen                | Gedenkstein bei der St. Marien-Kirche Kircher Bauerschaft | 1951                                               | „Gedenket der Heimat, der für sie Gefallenen und der in ihr Vermissten. Zentralverband vertriebener Deutscher. Isernhagen 1951“ |
|      | Juist                     | Gedenktafel und Gedenksteine an der Friedhofskapelle | Volkstrauertag 1977                                | „Sie kamen aus dem Feuer. Sie gingen durch das Wasser. Sie fanden ein Ufer. Nach Jesaja 43/2. In den Jahren 1945 bis 1947 fanden etwa 1250 Vertriebene, vorwiegend aus Pommern und Ostpreußen, Zuflucht auf Juist. In den folgenden schweren Jahren starben viele von ihnen und ruhen auf diesem Friedhof. Die Ihr auf dieser Insel im Frieden lebt, die Ihr diese Insel als Gäste besucht: gedenket Ihrer und vergesst nicht, welch ein kostbares Geschenk das Leben und der Friede ist.“ |
| 0    | Kreiensen                 | Friedhof, Gedenktafel | 1958                                               | „Zum Gedenken der Opfer beider Weltkriege 1914–1918, 1939–1945. Gemeinde Kreiensen Patengemeinde Arnsdorf/Rsgb. mit Steinseiffen.“ – „Jannowitz und Kupferberg.“ Miłków (Podgórzyn), Janowice Wielkie, Podgórzyn |
| 0    | Lahstedt                  | Südstraße bei der ev. Kirche in Groß Lafferde |                                                    | |
| 0    | Lamstedt                  | Gedenkplatten neben dem Gefallenendenkmal |                                                    | |
| 0    | Langenhagen               | Gedenktafel am Kriegerdenkmal in Engelbostel |                                                    | |
|      | Langenhagen               | Gedenktafel an der Rathausmauer | 1960–1992                                          | Gedenktafel mit der Abbildung Deutschlands in den Grenzen von 1937 mit der Aufschrift „Unvergessene Heimat“, 1992 entwendet |
|      | Langenhagen               | Gedenkstein an der Elisabethkirche an der Walsroder Straße |                                                    | |
|      | Langeoog                  | Deutsch-Baltische Gedenkstätte auf dem Dünenfriedhof Langeoog | 1982                                               | |
| 0    | Lemwerder                 | Gedenkstein am Friedhofseingang | 1987                                               | |
| 0    | Lingen (Ems)              | neuer Friedhof, Gedenkstein und Lebensbaum, Wappen von Westpreußen, Pommern, Ostpreußen, Schlesien, Posen, Sudetenland |                                                    | |
| 0    | Lohne (Oldenburg)         | Vertriebenensiedlung Kettelerstraße/Mittelwalder Straße, Gedenkstein | 1980                                               | „Mittelwalde. Seit 1952 Patenstadt von Lohne.“ Międzylesie |
| 0    | Lohne                     | ebendort, Schutzmantelmadonna | 1991                                               | |
| 0    | Lüneburg                  | Hof der Kreisverwaltung, Eichenbrücker Gedenkstein, Patenschaft | 1983                                               | Wągrowiec, Kreis Wongrowitz, Landkreis Eichenbrück |
| 0    | Lüneburg                  | Ritterstraße, Bronzeplastik | 1987                                               | „Erinnerung an Ostpreußen.“ |
| 0    | Lüneburg                  | Alter Innenhof der Kreisverwaltung; Lüneburg, Bleckede, Neuhaus und Königsberg |                                                    | |
| 0    | Lüneburg                  | Gedenkstein vor dem Gebäude des Norddeutschen Kulturwerkes in der Herderstraße |                                                    | „Den Toten der großen Vertreibung 1945–1956.“ |
| 0    | Lünne                     | Vertriebenengedenkstätte an St. Vitus in Plantlünne |                                                    | |
| 0    | Mariental (Niedersachsen) | Durchgangslager-Denkmal am Gemeindezentrum | 1997                                               | „Zur Erinnerung an das Durchgangslager Mariental 1945–1947.“ – „Nie wieder Gewalt, Vertreibung und Unrecht. Einigkeit, Recht und Freiheit sind unsere Zukunft.“ – „Frieden, Glaube, Zuversicht, Leid, Hunger, Vertreibung, Wohlau, Stettin, Danzig, Oels.“ Mariental-Horst#Zivile Geschichte |
| 0    | Melle                     | Gedenkkreuz im Grönenberg-Park | 1955                                               | |
| 0    | Melle                     | Gedenkstein | 1965                                               | „Dem Kreise Regenwalde und seinen Toten. Treu der Heimat. Treu den Ahnen. 16.9.1965.“ Landkreis Regenwalde |
| 0    | Melle                     | Gedenkstein Ortseingang von Wellingholzhausen | 1984                                               | „Schlesien, Ostpreußen, Pommern“ |
| 0    | Nienburg/Weser            | Wegweiser |                                                    | „Berlin 337 km, Bartenstein 889 km, Domnau 922 km, Zonengrenze 132 km, Friedland 928 km, Schippenbeil 909 km, Kulm 691 km, Lähn am Bober 760 km, Danzig 728 km, Elbing 778 km.“ |
|      | Nienburg                  | Gelände der Berufsschulen des Landkreises Nienburg am Berliner Ring, Gedenkstein |                                                    | „Dem Gedenken des deutschen Ostens 1953.“ |
|      | Nienburg                  | ebendort, Gedenkstein für Ost- und Westpreußen, Schlesien, Danzig, Sudetenland, Warthegau, Posen, Pommern, Berlin, Mark Brandenburg |                                                    | |
|      | Nienburg                  | ebendort, Gedenkstein | 1986                                               | „Zum Gedenken an die Deutschen in Rußland. 10.8.1986.“ |
| 0    | Nienburg                  | Ostdeutsches Heimatmuseum: 9 m2 großes Ostlandfenster mit Marienburg (Ordensburg), Breslauer Rathaus, Oder, Lausitzer Neiße, Küstrin, Frankfurt (Oder), Danziger Krantor, Elbląg, Königsberg i. Pr., Tilsit, Tannenberg-Denkmal, Riesengebirge, oberschlesischen Zechen und St. Annaberg |                                                    | |
| 0    | Norden (Ostfriesland)     | Gnadenkirche Tidofeld |                                                    | |
| 0    | Northeim                  | Friedhof, Gedenkstätte der Vertriebenen |                                                    | |
| 0    | Nortmoor                  | Gedenkstein auf dem Friedhofsvorplatz | 1981                                               | „Gedenkstätte für die Toten der schlesischen Gemeinde Schnellewalde 1281–1981.“ Szybowice |
|      | Ohlendorf (Hemmingen)     | Gedenkstein | 1953                                               | „Den Opfern des Krieges 1939-1945. Wir waren eins in der Liebe zur Heimat und haben ihr alles gegeben.“ |
| 0    | Ohrum                     | Gedenkstein am nördlichen Ortseingang | 1999                                               | „Zur Erinnerung an die Vertreibung 1946 aus Heinzendorf und Werdeck, Grafschaft Glatz / Schlesien. Wir danken für die Aufnahme und gedenken aller Opfer des Krieges und der Vertreibung aus dem deutschen Osten. Fern doch treu! 1999.“ |
|      | Oldenburg (Oldenburg)     | Parkanlage an der Peterstraße, Leobschützstein | 1951                                               | „Unvergessene deutsche Stadt im Osten Leobschütz.“ – „Danzig, Memel, Pommern, Schlesien, Sudetenland, Ostpreußen, Westpreußen.“ – „1945.“ |
| 0    | Osnabrück                 | Gedenkstein auf dem Friedhof in Voxtrup | 2007                                               | „Wir ERINNERN an die Vertreibung 1946 aus Volpersdorf und Köpprich / Grafschaft Glatz – Schlesien. DANKEN für die Aufnahme hier in der Region in schwerster Zeit. GEDENKEN aller Opfer des Krieges, der Gewalt und der Vertreibung aus dem Deutschen Osten. Volpersdorfer Heimatgruppe, Voxtrup 2007, Ort der Heimatgruppe.“ Wolibórz, Przygórze |
| 0    | Osnabrück                 | Hasetorwall, Mahnmal des Deutschen Ostens, mittelalterlicher Wehrturm | 1954                                               | EWIG DEUTSCHER OSTEN |
| 0    | Osterholz-Scharmbeck      | Stadtpark an der Lindenstraße, Heimatstele mit den Ostgebieten | 1962                                               | |
| 0    | Osterode am Harz          | Innenstadtring/Ecke Bahnhofstraße, Meilenstein | 1985                                               | „862 km nach Osterode–Ostpreußen.“ Ostróda |
| 0    | Osterode                  | Gedenktafel an der Wand von St. Aegidien (Osterode) |                                                    | „Unseren auf den Friedhöfen der ostdeutschen Heimat ruhenden und auf der Flucht ums Leben gekommenen Brüdern u. Schwestern zum Gedächtnis. Christus spricht: Ich lebe und ihr sollt auch leben. Die im Bund der vertriebenen Deutschen vereinigten Landsmannschaften.“ |
| 0    | Otterndorf                | Friedhof, Kreuz des deutschen Ostens |                                                    | im Steinsockel des Holzkreuzes: „Den Toten unserer Ostheimat 1949.“ |
| 0    | Otterndorf                | Kreishaus, Gedenkstein | 1975                                               | „Kreis Labiau, Ostpreußen. Im Gedenken an unsere Heimat, die Kreisgemeinschaft Labiau 1975.“ Kreis Labiau |
| 0    | Peine                     | Gedenkstein für das Internierungslager Lamsdorf in der Nähe des Kreishauses | 1960                                               | „Den Opfern des Landkreises Falkenberg durch Krieg, Vertreibung, Lager Lamsdorf. Der Patenkreis Peine.“ Landkreis Falkenberg O.S. |
| 0    | Peine                     | Gedenkstein an der Friedhofskapelle in Essinghausen | 1986                                               | |
| 0    | Peine                     | Gedenkstein auf dem Alten Friedhof in Vöhrum |                                                    | |
|      | Rastede                   | Mooreichenmahnmal Displaced Persons von Jochen Kusber auf dem Gelände des ehemaligen Lagers für Flüchtlinge und Vertriebene in Hahn-Lehmden | 2010                                               | |
| 0    | Rinteln                   | Seetorfriedhof, Gedenkkreuz | 1955                                               | Wappen von Pommern, Westpreußen, Brandenburg und Oberschlesien |
|      | Ronnenberg                | Gedenkstein in einer Grünanlage | 1953                                               | „Der unvergessenen Heimat und deren Opfer zum Gedenken.“ |
| 0    | Rotenburg (Wümme)         | Gelände des Heimatbundes Wümme, Gedenkstein mit Stettin, Danzig, Breslau und Königsberg | 1986                                               | |
| 0    | Rotenburg                 | Gelände des Kreishauses, Gedenkstein 30 Jahre Patenschaft Kreis Angerburg | 1984                                               | |
| 0    | Rössing (Nordstemmen)     | Gedenkstein Pommern, Ostpreußen, Schlesien | 1997                                               | |
| 0    | Salzgitter                | Vertriebenenehrenmal in Thiede | 1950                                               | |
| 0    | Scheeßel                  | Gedenkstein Schlesien an der Seidorfer Straße | 1986                                               | |
| 0    | Schöningen                | Gedenksäule am Markt, Wappen Berlins, 6 mittel- und ostdeutsche Wappen |                                                    | „Berlin soll immer Hauptstadt bleiben 17.6.1959.“ – „Vergeßt den deutschen Osten nicht!“ |
| 0    | Schulenburg (Pattensen)   | Patenschaftsstein; Bärndorf, Neudorf, Södrich |                                                    | „40 Jahre Patenschaft Schulenburg Fischbach/Rsgb. 1951–1991.“ Karpniki, Mysłakowice |
|      | Seesen                    | Wilhelmsplatz | 1994                                               | Gedenkstein mit Wappen von Schlesien, Pommern, Ostpreußen |
| 0    | Sibbesse                  | Gedenkstein in Hönze | 1989                                               | „Zum Gedenken an 14 Millionen ostdeutsche Heimatvertriebene 1949–1989. Bund der Vertriebenen. B.d.V.“ |
| 0    | Sittensen                 | Gedenkstein am Haus der Vereine und Geschichte | 2010                                               | „Zum Gedenken an Flüchtlinge und Vertriebene. Börde Sittensen.“ |
|      | Springe                   | Rathausmauer, Gedenktafel | 1962                                               | „Den Opfern der Vertreibung aus ihrem schlesischen Heimatkreis Militsch-Trachenberg, den dort verbliebenen Toten, den Gefallenen und Vermißten zum ehrenden Gedenken. Patenkreis Springe und Heimatkreisgemeinschaft Militsch-Trachenberg 1962.“ Landkreis Militsch, Żmigród |
|      | Springe                   | Wegweiser von Helmut Benna |                                                    | „Tilsit 1033 km, Danzig 777 km, Stettin 445 km, Berlin 320 km, Breslau 631 km, Dresden 420 km.“ |
| 0    | Stade                     | Wallanlagen an der Elbe | Goldaper Mahnmal 1964 Elchskulptur 1987            | Gołdap |
|      | Stadtoldendorf            | Gedenktafel am Rathaus | 1955                                               | Heinrich Lersch |
| 0    | Strackholt                | Am Hohen Thee, Mahn- und Gedenktafel | 2008                                               | „Zur Erinnerung und Mahnung. Am 24. Februar 1946 wurden aus Schlegel, Kreis Glatz / Niederschlesien ca. 1.000 Einwohner vertrieben und ihrer Heimat beraubt. Am 5. März 1946 kamen sie in Aurich / Ostfriesland an und wurden auf die ostfriesischen Ortschaften verteilt. Zehn Familien kamen nach Strackholt, später noch viele andere, die hier eine bescheidene Unterkunft fanden. Einige wurden ansässig und fanden ein neues Zuhause, ja sogar eine zweite Heimat. Den Bewohnern von Strackholt soll hiermit gedankt, aber auch an die verlorengegangene Heimat in Schlesien erinnert werden. Fern doch treu. Heimatgemeinschaft Schlegel 1980 e. V.“ Słupiec (Nowa Ruda) |
| 0    | Suhlendorf                | Friedhof, Wollsteiner Lapidarium | 2007                                               | Wolsztyn, Kreis Wollstein |
|      | Syke                      | Park am Mühlenteich |                                                    | Drei Gedenksteine: Deutscher Osten und acht Wappen |
|      | Syke                      | Gedenkstein Kreis Wehlau auf dem Areal des früheren Amtshofes, zuvor Burg Syke |                                                    | |
| 0    | Uelzen                    | Gedenkstein vor dem alten Gemeindebüro in Veerßen |                                                    | |
| 0    | Uelzen                    | Gedenkstein auf dem Friedhof mit einem großen Gräberfeld für Heimatvertriebene | 1984                                               | |
|      | Vechta                    | Gedenkstätte an der ev.-luth. Auferstehungskirche | 1968                                               | „Gedenkstätte: Ostdeutsche Heimat; Soldaten; Vermisste, Verschleppte.“ |
|      | Verden                    | Bürgerpark, Mahnmal für den deutschen Osten | 1955                                               | NIEMALS VERLOREN IMMER DRAN DENKEN Wappen von Brandenburg, Danzig, Schlesien, Ostpreußen, Westpreußen, Pommern und dem Sudetenland |
| 0    | Wallenhorst               | Gedenkstein in Rulle | 1996                                               | „Den Opfern des Krieges, der Flucht und der Vertreibung der Bistümer Breslau, Danzig, Ermland, der Prälatur Schneidemühl, der Generalvikariate Glatz und Branitz und des Sudetenlandes.“ |
| 0    | Walsrode                  | Haupteingang des Friedhofs, Gedenkstein | 1950                                               | |
|      | Weetzen                   | Friedhof | Hochkreuz (1952), ersetzt durch Gedenkstein (1971) | |
| 0    | Wilhelmshaven             | Ehrenfriedhof am Stadtpark, Neuengrodener Straße, Gedenkstein | 1967                                               | „Sie sind an Brahe und Weichsel in heimischer Erde geborgen, in Krieg und Vertreibung durch blinden Wahn schuldlos gefallen, oder sie schlafen fern ihrer Heimat, entgegen dem ewigen Morgen. Herr über Leben und Tod, gib Gnade und Heimat uns allen. Den Bromberger Toten.“ Bydgoszcz, Bromberger Blutsonntag |
| 0    | Wilhelmshaven             | Bronzeskulptur gegenüber vom Cityhaus an der Bismarckstraße | 1982                                               | „Ferdinand Lepcke. Die Bogenspannerin. Die dankbaren Bromberger. 1910 ihrer Patenstadt 1982.“ |
| 0    | Wilhelmshaven             | Gedenkstein gegenüber der Kopperhörner Mühle im Brommygrün am Mühlenweg | 1983                                               | „Begegnungsstätte der Heimatvertriebenen.“ – „Landsmannschaft der Oberschlesier, Landsmannschaft Schlesien, Pommersche Landsmannschaft, Landsmannschaft Ostpreußen, Landsmannschaft Westpreußen und Danzig.“ |
| 0    | Winsen (Aller)            | Gedenkstein unter dem Eichenhain vor dem Friedhof | 1987                                               | „Zur Erinnerung an die Heimat der deutschen Vertriebenen in Ost-, Mittel- und Südosteuropa sowie zum Gedenken an ihre Opfer und Leiden aus Anlaß von Flucht und Vertreibung.“ |
| 0    | Winsen (Luhe)             | Rote-Kreuz-Straße 6, Gedenkstein mit Wappen von Ostpreußen, Schloßberg und Ebenrode |                                                    | „Gedenket der deutschen Gebiete im Osten mit den Landkreisen Schloßberg (Pillkallen), Ebenrode (Stallupönen) in Ostpreußen.“ Dobrowolsk, Nesterow |
| 0    | Burg Wohldenberg          | Gedenkkreuz | 1979                                               | „Im Gedenken an den Ausbruch des 2. Weltkrieges in Danzig am 1. September 1939 haben die aus ihrer Heimat vertriebenen Danziger Katholiken 40 Jahre später ihren Toten dieses Mahnmal des Friedens als Zeichen der Versöhnung zwischen den Völkern errichtet.“ |
| 0    | Wolfenbüttel              | Gedenkstein am nördlichen Ortseingang von Halchter | 2000                                               | „Wir erinnern! An Flucht, Deportation und Vertreibung der Deutschen aus ihrer Heimat im Osten. Die Opfer klagen an! BdV Halchter.“ |
| 0    | Wolfenbüttel              | 5 m hoher Bildstock am Rosenwall, Vertriebenenmahnmal | 1950/2003                                          | |
| 0    | Wolfenbüttel              | Landeshuter Platz, Vertriebenengedenkstätte, 50 Jahre Patenschaft Landeshut | Karfreitag 1953 Reliefstein 2002                   | |
| 0    | Wolfenbüttel              | ebendort, Entfernungsstein mit Brandenburger Tor | 1959                                               | Berlin 195 km, Breslau 455 km, Landeshut 404 km |
|      | Wolfsburg                 | Mahnmal auf dem Klieversberg. | 1953                                               | Mahnmal für die Opfer der beiden Weltkriege mit 14 Meter hohem Obelisken. Mehrere Tafeln erinnern an die Schicksale der deutschen Heimatvertriebenen unterschiedlicher Regionen. |
| 0    | Gedenkstätte              | Wolfhagen |                                                    | |
| 0    | Wolfsburg-Fallersleben    | Mahnmal im Schlosspark |                                                    | |
| 0    | Wunstorf                  | ev.-luth. Petruskirche in Steinhude, Gedenkstätte der Kreisgemeinschaft Elchniederung | 1991                                               | |
| 0    | Wunstorf                  | Ecke Blumenauer Straße/Wilhelm-Busch-Straße, Erinnerungstafel |                                                    | „Oststadt Wunstorf. Aus Schlesien, Ostpreußen, Westpreußen, Pommern, Brandenburg, dem Sudetenland usw. wurden deutsche Landsleute in Folge des Zweiten Weltkrieges vertrieben. Hier an der Wilhelm-Busch-Straße setzte der Gemeinnützige Bauverein Wunstorf eG zur Linderung der unerträglichen Wohnungsnot 1952 den Bau von Miethäusern fort. Es entstand dieser neue Stadtteil im Osten der Stadt mit 287 Wohnungen.“ |